# David Martínez Pablo
David Martínez Pablo (Madrid, 1974) és un biòleg i ambientòleg provinent de València i establert a Menorca, diputat al Parlament de les Illes Balears en la IX legislatura.
És llicenciat en biologia per la Universitat de València i ambientòleg per la Universitat Politècnica de València. Ha treballat com a consultor ambiental en empreses d'i+D+i i ha gestionat projectes de Cooperació al Desenvolupament.
El 2012 es va establir a Menorca, on actualment treballa com a Agent de Medi Ambient interí en la Conselleria d'Agricultura, Medi Ambient i Territori del Govern Balear. Resideix a Ciutadella de Menorca, on ha col·laborat amb entitats com el Fòrum d'Entitats del Tercer Sector de Menorca, i ha fundat el grup d'intercanvi d'idiomes Xerra Idiomes Ciutadella. Posteriorment ha estat impulsor de l'agrupació d'electors Gent per Ciutadella i és responsable de noves tecnologies al Consell Ciutadà de Podem a Ciutadella.
Anà en el número 2 de les llistes de Podem per Menorca i fou elegit diputat a les eleccions al Parlament de les Illes Balears de 2015